# گوش‌بنفش سبز
گوش‌بنفش سبز (نام علمی: Colibri thalassinus) نام یک گونه از سرده گوش‌بنفش است. خاستگاه گوش‌بنفش سبز، مناطق آمریکای مرکزی و بخش‌های وسیعی از شمال غربی آمریکای جنوبی است.